# Vu à la télé (émission de télévision française)
Pour les articles homonymes, voir Vu  à la télé.
Vu à la télé est une émission de télévision française, adaptation du format anglais Gogglebox, produite par Coyote, puis par Kitchen Factory Production et diffusée sur M6.
L'émission a été diffusée à 18 h 35 tous les samedis du 18 octobre 2014 au 20 décembre 2014.

## Concept
Le principe de l'émission est de faire revivre les moments forts de la semaine qui vient de s’écouler en mettant en scène une vingtaine de personnes, des familles et des amis, filmés depuis leur salon, alors qu’ils commentent les programmes télévisés.

## Historique
Adapté du format anglais Gogglebox, diffusé sur Channel 4, M6 achète les droits de l'émission et confie la production à Coyote, la société de production de Christophe Dechavanne. Mais au bout de deux semaines, M6 annonce la suspension de l'émission à la suite d'un différend juridique avec la société de production Coyote. Christophe Dechavanne, producteur de l’émission, reconnaît un conflit concurrentiel entre TF1 et M6. TF1 refusant que des extraits de ses émissions soient reprises par sa concurrente M6, laquelle exige du producteur, qu’il diffuse des extraits des émissions de TF1. Quelques jours plus tard, M6 annonce qu'un accord avait été trouvé entre la chaîne et la société de production. Depuis, l'émission diffuse des extraits des programmes de TF1 et est produite par Kitchen Factory Production. Finalement, l'émission n'aura été absente à l'écran qu'une semaine.

## Audiences
| Émission No | Date de diffusion        | Audience moyenne          | Audience moyenne | Références        |
| Émission No | Date de diffusion        | Nombre de téléspectateurs | PDM              | Références        |
| ----------- | ------------------------ | ------------------------- | ---------------- | ----------------- |
| 1           | Samedi 18 octobre 2014   | 825 000                   | 6,1 %            | [ 10 ]            |
| 2           | Samedi 25 octobre 2014   | 1 000 000                 | 6,7 %            | [ 11 ]            |
| 3           | Samedi 1er novembre 2014 | 1 372 000                 | 7,8 %            | [réf. nécessaire] |
| 4           | Samedi 8 novembre 2014   | 1 123 000                 | 6,2 %            | [réf. nécessaire] |
| 5           | Samedi 22 novembre 2014  | 1 300 000                 | 7,5 %            | [ 2 ]             |
| 6           | Samedi 29 novembre 2014  | 1 250 000                 | 7,5 %            | [ 12 ]            |
| 7           | Samedi 6 décembre 2014   | 1 130 000                 | 6,7 %            | [ 13 ]            |
| 8           | Samedi 13 décembre 2014  | 1 000 000                 | 6,1 %            | [ 14 ]            |
| 9           | Samedi 20 décembre 2014  | 1 390 000                 | 8,1 %            | [ 15 ]            |

Légende :
- Les plus hauts chiffres d'audience
- Les plus bas chiffres d'audience

### Articles Connexes
- M6